# 和洋九段女子中学校・高等学校
和洋九段女子中学校・高等学校（わようくだんじょしちゅうがっこう・こうとうがっこう）は、東京都千代田区九段北一丁目にある私立女子中学校・高等学校。

## 象徴

### 校章
- 三階菱の中に「和洋」の文字が入り、周りに月桂樹があしらえてある。
- 中学は赤、高校は青が基調となる。写真

### 校歌
- I わたしたちの学び舎
- II ベルが鳴る
- III ほかならぬわたしの花を
- IV 海のかなたへ

### 制服
- 冬服 - ブレザー と ジャンパースカート
- 夏服 - ブラウス に 紺色のリボン

1. 夏服と冬服のジャンパースカートのデザインは同じだが、素材が異なる。白い丸襟ブラウスに黒い細リボンをつける。
 ジャンパースカートのデザインは、通常のものとは少し変わっている。
前身頃と後身頃が、上は両肩部分で、下はスカート部分に繋がった形で、脇は繋がらずに開いた形になっている。首周りは四角に開いている。
スカート部分はプリーツスカートの形になっている。
このデザインは、昔、本校が和洋裁縫学院と呼ばれていた時代に、自分の制服を自分で作ることになっていた頃からの名残である。
2. 平成19年度から新制服に移行した。主な変更点は、黒いリボンの太さと素材が変わった事と制服上着にプリンセスライン参考が入り、シルエットがきれいに見えるようにしたことである。（見た目のデザイン自体はあまり大きく変わっていない。）
3. 平成22年に夏服のモデルチェンジ開始。生活委員を中心に生徒とデザインを決定。

## 学校行事
- 4月 - 入学式、始業式、新入生歓迎会
- 5月 - 遠足・研修・修学旅行、中間考査
- 6月 - 球技大会、芸術鑑賞会
- 7月 - 期末考査、国会議事堂見学（中3）、自主活動発表会（高3）、終業式
- 夏季休業中 - 研修旅行（中1）、夏期講習、オーストラリア語学研修（高1希望者）
- 9月 - 始業式、体育祭、文化祭
- 10月 - 中学授業参観、中間考査
- 11月 - 作文発表会
- 12月 - 期末考査、送別会、終業式、冬期講習、スキー教室（希望者）
- 1月 - 始業式、百人一首大会
- 2月 - 合唱コンクール（中学）、自主活動発表会（中1・中2）
- 3月 - 期末考査、卒業式、修了式

1980年代の芸術鑑賞会では、パリ木の十字架少年合唱団を本校講堂に招いたり、当時の音楽教諭の尽力で小澤征爾指揮による音楽鑑賞会を昭和女子大学人見記念講堂で行ったりなど、芸術方面にも力を入れていたことが窺える。
本校の体育祭においては、最高学年となる高校3年生が、「扇の舞」と呼ばれる舞を披露する。これは昭和の頃より脈々と続いており、高校3年生全員が扇を使って舞う様は圧巻である。
遠足・研修・修学旅行
例年5月に行われる。学年によって行き先、日数が変わる。
- 中1：マザー牧場（日帰り）
- 中2：上高地（1泊）
- 中3：京都・奈良（3泊）
- 高1：飯綱町（1泊）
- 高2：沖縄（3泊）
- 高3：鎌倉（日帰り）

## クラブ活動
文化学術部門
- ギター部
- 落語部
- 英語部
- 演劇部
- 管弦楽部
- コーラス部
- 茶道部
- 書道部
- 写真部
- 美術部
- 箏曲部（第15回全国高等学校総合文化祭優秀校東京公演）
- アニメーション部
- 家庭部
- 放送部
- パソコン研究部
- チェス部
- 華道部
- 生物部
- 折り紙部

体育部門
- バドミントン部
- バレーボール部
- ダンス部（全国大会準入賞2位）
- バスケットボール部
- 体操部
- 水泳部
- 陸上部
- テニス部
- 空手道部

同好会部門
- 歴史同好会
- 人形箱同好会
- 文芸同好会

## 沿革
明治時代
- 1897年（明治30年） - 堀越千代が『和洋裁縫学院』を麹町区（現:千代田区）富士見小学校前に設立。洋裁教育を学校教育に取り入れた学校は本校が日本初である。
- 1901年（明治34年） - 和洋裁縫女学校と改称。
- 1904年（明治37年） - 現在のH棟のあたりに移転。
  - 本校では、中学をMiddle schoolでM、高校をHigh schoolでHと略称する。H棟とは高等学校校舎の事。

大正時代
校友会「むら竹会」が発足。この頃卒業生が続々と教職に就く。
昭和時代
- 1928年（昭和3年） - 高等師範科が「和洋女子専門学校」に昇格。
- 1936年（昭和11年） - 「和洋裁縫女学校」を「和洋女子学院」と改称。
- 1945年（昭和20年）
  - 3月 - 東京大空襲のため九段の校舎が焼失、「和洋専門学校」が千葉県市川市国府台に移転。
- 1947年（昭和22年） - 新しい教育制度により、「和洋九段女子中学校」が発足。翌年には「和洋九段女子高等学校」が発足。
- 1949年（昭和24年） - 「和洋女子学院」廃止。
  - 3月 - 「和洋女子専門学校」が申請していた大学設置認可申請が認可される。
  - 11月 - 「和洋女子大学附属九段女子中学校・高等学校」と名称変更認可。

昭和30年代
校舎新築工事が進む。昭和40年代後半まで校舎改築が続く。
平成時代
- 1992年（平成4年） - 校名を「和洋九段女子中学校・高等学校」と変更。
- 1993年（平成5年） - 校舎改築第1期着工、翌年竣工。第2期に着工。改築工事に伴い事務所がM棟へ移動したため、学校住所が千代田区九段北一丁目12番12号となる。
- 1996年（平成8年）
  - 3月 - 校舎改築第2期竣工、第3期に着工。
  - 4月 - 校訓「先を見て齊える」を制定。
  - 9月 - シドニーのセント・スカラスティカス・カレッジと姉妹校提携。
- 1997年（平成9年）
  - 9月 - 和洋学園創立百周年記念式典が日本武道館で挙行される。
  - 10月 - 校舎改築第3期工事が竣工。
  - 11月 - 九段校創立百周年記念・校舎落成記念式典が東京国際フォーラムで挙行。
- 2001年（平成13年） - 宅地を購入、新校舎建築工事着工
- 2002年（平成14年）
  - 9月 - 新校舎（S棟）完成、講堂・体育館改築工事着工（翌年8月竣工）。
- 2018年 (平成30年)
  - 4月　- 高校グローバルコース設置。高校生徒グローバルコースのみ募集開始。

## 交通
- 東京メトロ東西線・半蔵門線・都営地下鉄新宿線九段下駅より徒歩約3分
- JR中央線飯田橋駅より徒歩約8分
- 都営三田線神保町駅より徒歩約8分
- 都営バス - 以下の系統で、「九段下」下車、徒歩約5分
  - 飯64系統
  - 高71系統

## その他
校舎の一角は、1885年に尾崎紅葉、山田美妙、石橋思案、丸岡九華によって発足された文学結社の『硯友社』の跡地であり、校内の100周年資料室には硯友社に関する資料が保存されている。

## 関連校
- 和洋国府台女子中学校・高等学校
- 和洋女子大学

姉妹校提携を結んでいる海外の学校
- ST.SCHOLASTICA'S COLLEGE（オーストラリア・シドニー）
- 天津外国語学院附属外国語学校
- 北京161中学校
- 北京師範大学附属実験華夏女子中学

## 著名な出身者
- 小川眞由美 - 女優
- 立花家橘之助 (2代目) - 三味線漫談家
- 伊東恵 - 元アーティスティックスイミング選手、世界水泳選手権 銅メダル
- 小池栄子 - 女優、タレント
- 出田奈々 - NHKディレクター・元アナウンサー